# 225 Henrietta
Henrietta /hɛnriˈɛtə/ (định danh hành tinh vi hình: 225 Henrietta) là một tiểu hành tinh rất lớn, ở vùng mép ngoài của vành đai chính. Nó được xếp loại tiểu hành tinh kiểu F, có bề mặt rất tối, và thành phần cấu tạo dường như bằng cacbonat. Nó thuộc nhóm tiểu hành tinh Cybele, có lẽ nằm trong cộng hưởng quỹ đạo 4:7 với Sao Mộc. Ngày 19 tháng 4 năm 1882, nhà thiên văn học người Áo Johann Palisa phát hiện tiểu hành tinh Henrietta khi ông thực hiện quan sát ở Viên và đặt tên nó theo tên Henrietta, vợ của nhà thiên văn học Pierre J. C. Janssen.